# Brickellia veronicifolia
Brickellia veronicifolia es una especie de planta perteneciente a la familia de las asteráceas, nativa de Norteamérica. Conocida vulgarmente como peistó, entre otros nombres comunes, se considera una planta medicinal.

## Descripción
Es un arbusto muy ramificado desde la base, pubérulo a densamente pubescente en todas sus partes, de hasta 90 cm de alto. Las hojas, casi siempre opuestas, son ovadas o reniformes, de hasta 1.5 cm de ancho y 2.5 cm de largo, con peciolos de unos 5 mm de largo, ápice redondeado y margen crenado. La inflorescencia es una panícula hojosa de cabezuelas sésiles o muy brevemente pedunculadas, de involucro campanulado de alrededor de 1 cm de largo, con unas 18 a 30 flores del disco, de corola color blanco o crema con tintes rosados o púrpuras. El fruto es una cipsela hispídula de color gris-marrón, de unos 4 mm de largo, con un vilano de cerdas blancas barbeladas. Florece en otoño.

## Distribución y hábitat
Brickellia veronicifolia se distribuye desde el oeste de Texas hasta el sur de México. Habita en zonas de clima templado y semiárido con vegetación de matorral xerófilo y pastizal, así como en zonas perturbadas de bosque templado.

## Etnobotánica
El peistó es usado en medicina tradicional mexicana para tratar una gran variedad de afecciones, en especial aquellas que alteran el sistema digestivo. Varios estudios han comprobado su efecto analgésico e hipoglucemiante. Sus principales componentes activos son del grupo de los flavonoides, incluyendo la brickellina, así como 7 diterpenos de labdano.

## Taxonomía
Brickellia veronicifolia fue descrita en 1852 por Asa Gray, sobre un basónimo de Carl Sigismund Kunth, en Smithsonian Contributions to Knowledge 3(5): 85.

### Etimología
Brickellia: nombre genérico otorgado en honor del médico y naturalista estadounidense John Brickell (1749-1809).
veronicifolia: epíteto específico que significa "con hojas de Veronica", por el parecido con este género de plantas.

### Sinonimia
- Brickellia galeottii A.Gray
- Brickellia petrophila B.L.Rob.
- Brickellia petrophila var. umbratilis B.L.Rob.
- Brickellia veronicifolia var. petrophila (B.L.Rob.) B.L.Rob.
- Brickellia veronicifolia var. senilis B.L.Rob.
- Brickellia veronicifolia var. typica B.L.Rob.
- Brickellia veronicifolia var. umbratilis (B.L.Rob.) B.L.Rob.
- Bulbostylis veronicifolia (Kunth) DC.
- Coleosanthus galeottii (A.Gray) Kuntze
- Coleosanthus veronicifolius (Kunth) Kuntze
- Coleosanthus veronicifolius var. petrophilus (B.L.Rob.) S.F.Blake
- Coleosanthus veronicifolius var. senilis S.F.Blake
- Coleosanthus veronicifolius var. umbratilis S.F.Blake
- Eupatorium glechomifolium Moc. ex DC.
- Eupatorium veronicaefolium Kunth orth. var.
- Eupatorium veronicifolium Kunth[10]

## Nombres comunes
Chilaco blanco, gobernadora, gordolobo corriente, hierba del haito, hierba del jaito, hierba del perro, mejorana de campo, oreganillo, organito, peisto, peistó chiquito, peistom, peistón, pestón, pextón, sañate, sayahuaxtle.